# Martens Peak
Martens Peak är en bergstopp i Antarktis. Den ligger i Västantarktis. Inget land gör anspråk på området. Toppen på Martens Peak är 1 641 meter över havet.
Terrängen runt Martens Peak är huvudsakligen kuperad, men åt nordost är den platt. Trakten är obefolkad. Det finns inga samhällen i närheten.